# Trichopelma maculatum
Trichopelma maculatum is een spinnensoort uit de familie vogelspinnen (Theraphosidae). De soort komt voor in de Bahama's.
De wetenschappelijke naam van de soort werd in 1906 als Acanthopelma maculatum gepubliceerd door Joseph Banks. Als deze soort samen met Stothis maculata Franganillo, 1930 in het geslacht Trichopelma wordt geplaatst, dan moet voor die laatste een nomen novum worden gecreëerd. Die soort heeft in dit geslacht nu de naam Trichopelma eucubanum Özdikmen & Demir, 2012.